# Hoplitis neavei
Hoplitis neavei är en biart som först beskrevs av Cockerell 1936.  Hoplitis neavei ingår i släktet gnagbin, och familjen buksamlarbin. Inga underarter finns listade i Catalogue of Life.